# Ismaël Lô
Ismaël Lô, také Ismaël Lo (* 30. srpna 1956 Dogondoutchi, Niger) je senegalský hudebník.
Narodil se v Nigeru senegalskému otci a nigerské matce. Rodina se krátce po jeho narození přestěhovala do Senegalu, usídlila se ve městě Rufisque, poblíž hlavního města Dakaru. Ismael Lo se později proslavil jako zpěvák a umělec, kromě toho také hraje na kytaru a harmoniku.
V 70. letech 20. století Lo studoval na umělecké škole v Dakaru a později se připojil k populární skupině Super Diamono. Tuto formaci opustil v roce 1984 a následně zahájil sólovou kariéru. V následujících čtyřech letech Lo nahrál celkem pět alb.
V 90. letech Lo uzavřel smlouvu se společností Barclay a ve Francii nahrál i své šesté album. Díky písním, jako je například "Tajabone" se dostal do povědomí mnoha Evropanů. Toto album, s názvem "Ismael Lo" odstartovalo jeho celosvětovou kariéru.

## Diskografie
Alba:
- Gor Sayina (1981)
- Xatat (1984)
- Xiif (1986)
- Natt (1986)
- Diawar (1988)
- Wadiour (1990)
- Ismael Lo (1990)
- Iso (1994)
- Jammu Africa (1996)
- Dabah (2001)
- Sénégal (2006)